# Daniel Calparsoro López-Tapia
Daniel Calparsoro López-Tapia (Barcelona, 11 de maig de 1968) és un director de cinema espanyol.

## Biografia
Neix en 1968 en Barcelona, encara que als pocs mesos es va traslladar la seva família a Sant Sebastià. Va compaginar els seus estudis de cinema en la Escola Universitària d'Arts TAI amb els de ciències polítiques en Madrid; la seva formació cinematogràfica també la va realitzar en Nova York.
Es va donar a conèixer a Espanya com a director amb Salto al vacío en 1995, protagonitzada per la seva exmuller Najwa Nimri, al costat de la qual rodaria cinc pel·lícules més. En l'actualitat comparteix la seva vida al costat de l'actriu Patricia Vico, amb la qual té un fill, Hugo (2006).

## Filmografia
| Any  | Pel·lícula                      |
| ---- | ------------------------------- |
| 2022 | Centauro                        |
| 2020 | Hasta el cielo                  |
| 2019 | El silencio de la ciudad blanca |
| 2018 | El aviso                        |
| 2016 | Cien años de perdón             |
| 2013 | Combustión                      |
| 2013 | Tormenta (minisèrie)            |
| 2012 | Invasor                         |
| 2010 | Inocentes (minisèrie)           |
| 2009 | La ira (minisèrie)              |
| 2008 | El castigo (minisèrie)          |
| 2005 | Ausentes                        |
| 2002 | Guerreros                       |
| 2000 | Asfalto                         |
| 1997 | A ciegas                        |
| 1996 | Pasajes                         |
| 1995 | Salto al vacío                  |

## Televisió
- El castigo (2008), minisèrie de televisió, com a guionista i director. Produïda per New Atlantis.
- La ira (2009), minisèrie de televisió, com a guionista i director. Produïda per New Atlantis.
- Inocentes (2010), minisèrie de televisió, com a guionista i director. Produïda per New Atlantis.
- Tormenta (2013), minisèrie de televisió, com a guionista i director. Produïda per New Atlantis.[5]
- Víctor Ros (2015-2016), sèrie de televisió com a director. Produïda per New Atlantis.
- Apaches (2017), una sèrie de televisió com a director. Produïda per New Atlantis.
- Todo por el juego (2018), una sèrie de televisió com a director. Coproduïda per Mediapro i Directv.
- Operación Marea Negra (2022), minisèrie de televisió, com a director. Produïda per Amazon Prime Video per Ficción Producciones.